# Маянтжа (футбольний клуб)
Футбольний клуб «Маянтжа» або просто «Маянтжа» (англ. Majandja Football Club) — футбольний клуб з міста Мохалес-Хук. 

## Історія
Він був заснований в 1970 році в місті Мохалес-Хук і є однією з команд-засновниць Прем'єр-ліги Лесото, в якій двічі перемагав. Виступав у вищому дивізіоні допоки не зник в 1998 році, але був повторно заснований в 2006 році. В сезоні 2011/12 років вибув з турніру.
Команда двічі виступала на континентальних турнірах, в яких жодного разу не змогла подолати перший раунд.

## Досягнення
- Прем'єр-ліга
  -  Чемпіон (2): 1971, 1995

## Статистика виступів на континентальних турнірах
| Сезон | Турнір                       | Раунд      | Клуб           | Вдома | На виїзді | Загалом |
| ----- | ---------------------------- | ---------- | -------------- | ----- | --------- | ------- |
| 1972  | Кубок африканських чемпіонів | 1          | Кабве Варріорз | 2-2   | 0-9       | 2-11    |
| 1996  | Кубок африканських чемпіонів | Попередній | Сен-Деніс      | 1-3   | 0-7       | 1-10    |